# Куртамиш
Куртамиш (рус. Куртамыш) град је у Русији у Курганској области. Према попису становништва из 2010. у граду је живело 17099 становника.

## Становништво
| 1939. | 1959.  | 1970.  | 1979.  | 1989.  | 2002.  | 2010.  |
| ----- | ------ | ------ | ------ | ------ | ------ | ------ |
| 8.600 | 12.330 | 16.340 | 17.191 | 19.155 | 18.154 | 17.099 |